# The Nick Adams Stories
The Nick Adams Stories is een verzameling van korte verhalen geschreven door Ernest Hemingway die werd gepubliceerd in 1972, tien jaar na de dood van de auteur. 
Het boek brengt alle verhalen over het personage Nick Adams bijeen die tijdens Hemingways leven al eerder in diverse collecties waren uitgegeven. The Nick Adams Stories bevat 24 verhalen en schetsen, waarvan acht niet eerder gepubliceerde. Er staan ook enkele van zijn vroegste verhalen in, zoals "Indian Camp", evenals een aantal van zijn bekendste verhalen zoals "Big Two-Hearted River". 

## Inhoud
De bundel is onderverdeeld in vijf secties met de respectieve titels "Northern Woods", "On His Own", "War", "Soldier Home" en "Company of Two:
1. "Northern Woods" bevat Three Shots", "Indian Camp", "The Doctor and the Doctor's Wife", "Ten Indians" en "The Indians Moved Away";
2. in de sectie "On His Own" vindt men "The Light of the World", "The Battler", "The Killers", "The Last Good Country", en "Crossing the Mississippi";
3. het gedeelte "War" bevat "Nick sat against the wall….", "Now I Lay Me", "A Way You'll Never Be", "In Another Country";
4. dan volgt het gedeelte "Soldier Home" met  "Big Two-Hearted River", "The End of Something", "The Three-Day Blow" en "Summer People";
5. het boek wordt afgesloten met het gedeelte "Company of Two" en de verhalen "Wedding Day", "On Writing", "An Alpine Idyll", "Cross-Country Snow" en "Fathers and Sons".